# 溝渠

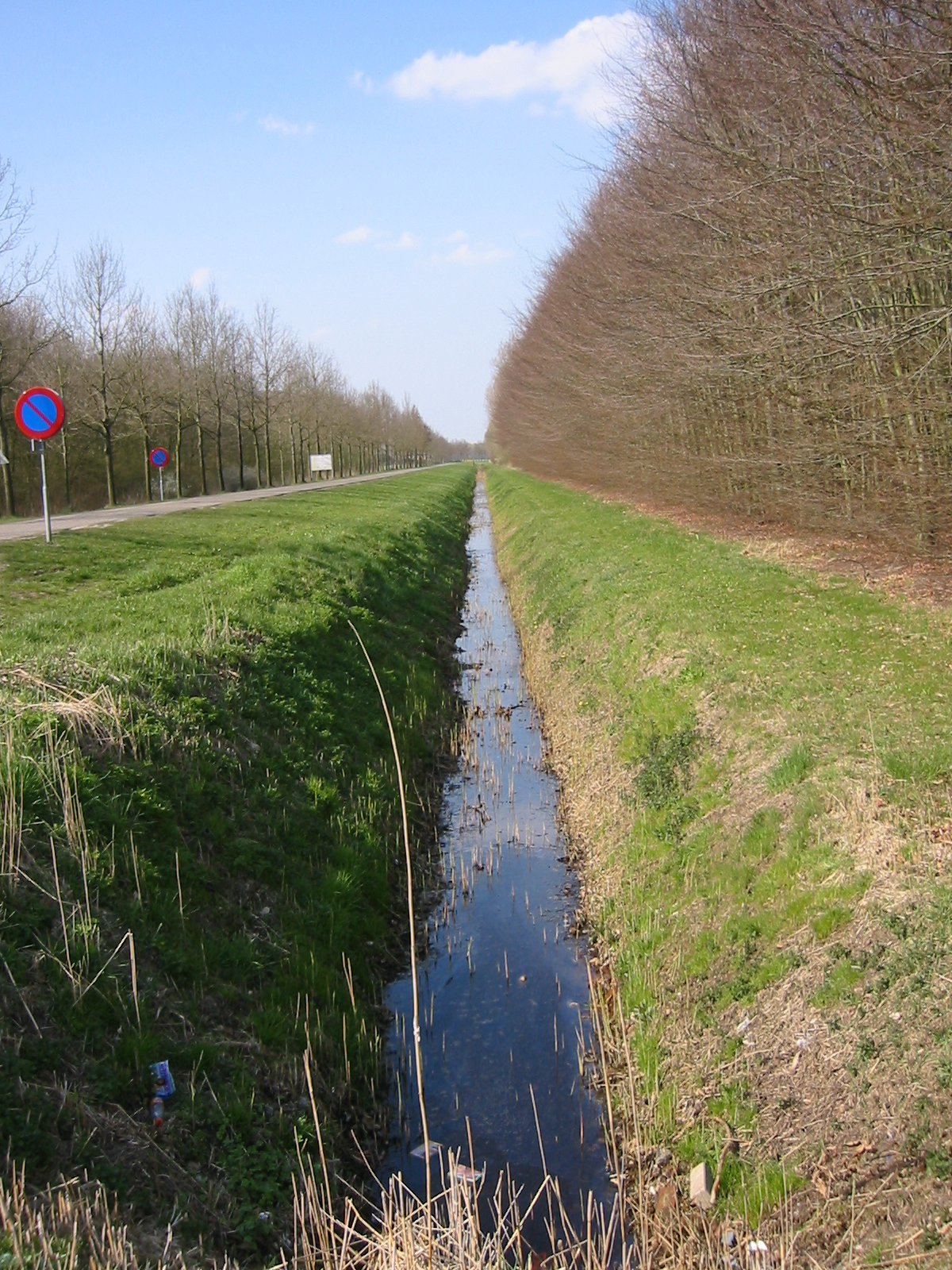
荷兰一条维护良好的沟渠

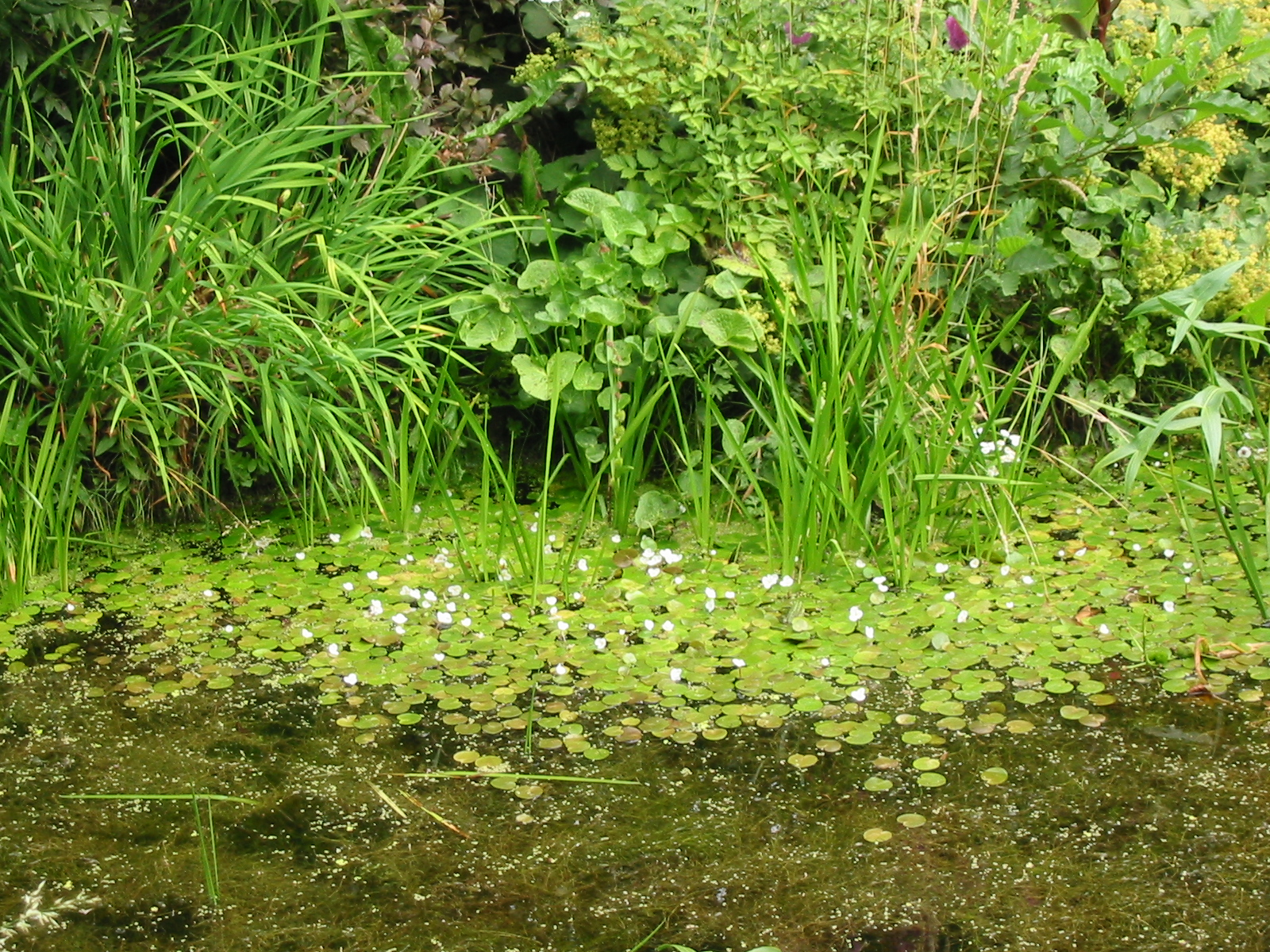
在荷兰的一条沟渠里，水草在生长，右边是慈姑。

沟渠是一种小型至中等的用来导水的洼地。沟渠可用于排水——从低洼地或沿公路、田野排水，或者将水从较远的地方引来灌溉作物。而壕沟是指狭长的沟渠。水沟常常能在耕地周围看到，特别是在需要排水的地区，例如英格兰东部和荷兰大部的沼泽。
路边的沟渠可能会对驾车者和骑车者造成危险，他们的车辆可能会冲进沟渠，并造成损坏、翻车或卡住，尤其是在恶劣的天气条件下，在乡村地区。

## 水渠的可持续性
水渠在全世界的农业中都发挥着重要作用。不当的排水系统会加速水污染，在季节性干旱中会造成土壤极度干涸，并使其维护成为财政负担。工业挖掘设备能帮助维护直排水沟，但是随着时间推移，壕沟会导致环境成本上升，并最终导致经济成本上升。
好的渠道设计可以使沟渠在很大程度上进行自维护，因为自然界有地貌平衡能力——减缓净淤积，以及侵蚀作用导致搬运作用净减少。对于自然溪流曲折和多阶梯渠道横截面的令人鼓舞的开发，看起来在维持沟渠排水能力峰值及最低的净污染和营养素运输方面起到了关键作用。
洪水是经常性作物损失的主要原因——特别是沃土——同样也会严重破坏市区经济。地下排水沟提供了一种途径，来消除农田或者重要城市空间里多余的水，而不象地表径流那样会导致侵蚀和污染传播。然而，过度排水也会导致经常性干旱，引起作物产量下降及更严重的热岛效应或干燥问题。
从敏感地区到有植被排水沟的可控地下排水，使得有可能在排水和保水需求之间达到一个更好的平衡。虽然初始投资稍大，但却可以使一个地区在必要时降低潜水面，而不在其它时间加剧干旱问题。